# Alchemilla macrescens
Alchemilla macrescens é uma espécie de rosácea do gênero Alchemilla, pertencente à família Rosaceae.